# Ry Russo-Young
 (septembre 2017).
Si vous disposez d'ouvrages ou d'articles de référence ou si vous connaissez des sites web de qualité traitant du thème abordé ici, merci de compléter l'article en donnant les références utiles à sa vérifiabilité et en les liant à la section « Notes et références ».
Ry Russo-Young, née le 16 novembre 1981 dans l'État de New York aux États-Unis, est une réalisatrice indépendante américaine.
Ses films Nobody Walks et You Wont Miss Me ont été nommés au Sundance Film Festival. Nobody Walks y a remporté un prix spécial du jury et You Wont Miss Me a remporté un prix Gotham.
Son premier long métrage, Orphans, a remporté un prix spécial du jury au South by Southwest en 2007. Son court métrage Marion a remporté plusieurs prix, notamment un Silver Hugo pour le meilleur court métrage expérimental au Chicago Independent Film Festival. Elle est également apparue dans Hannah Takes the Stairs et The Color Wheel de Joe Swanberg.
En 2015, Russo-Young a remporté un prix Creative Capital pour son film The Family Movie. Russo-Young a réalisé Le Dernier Jour de ma vie (Before I Fall), fondé sur le livre de Lauren Oliver.

## Filmographie

### Réalisatrice
- 2003 : Babes in Toyland (court métrage)
- 2005 : Marion (court métrage)
- 2007 : Orphans
- 2009 : You Won't Miss Me
- 2012 : Nobody Walks
- 2017 : Le Dernier Jour de ma vie (Before I Fall)
- 2019 : Mon étoile solaire (The Sun Is Also a Star)